# Autolux

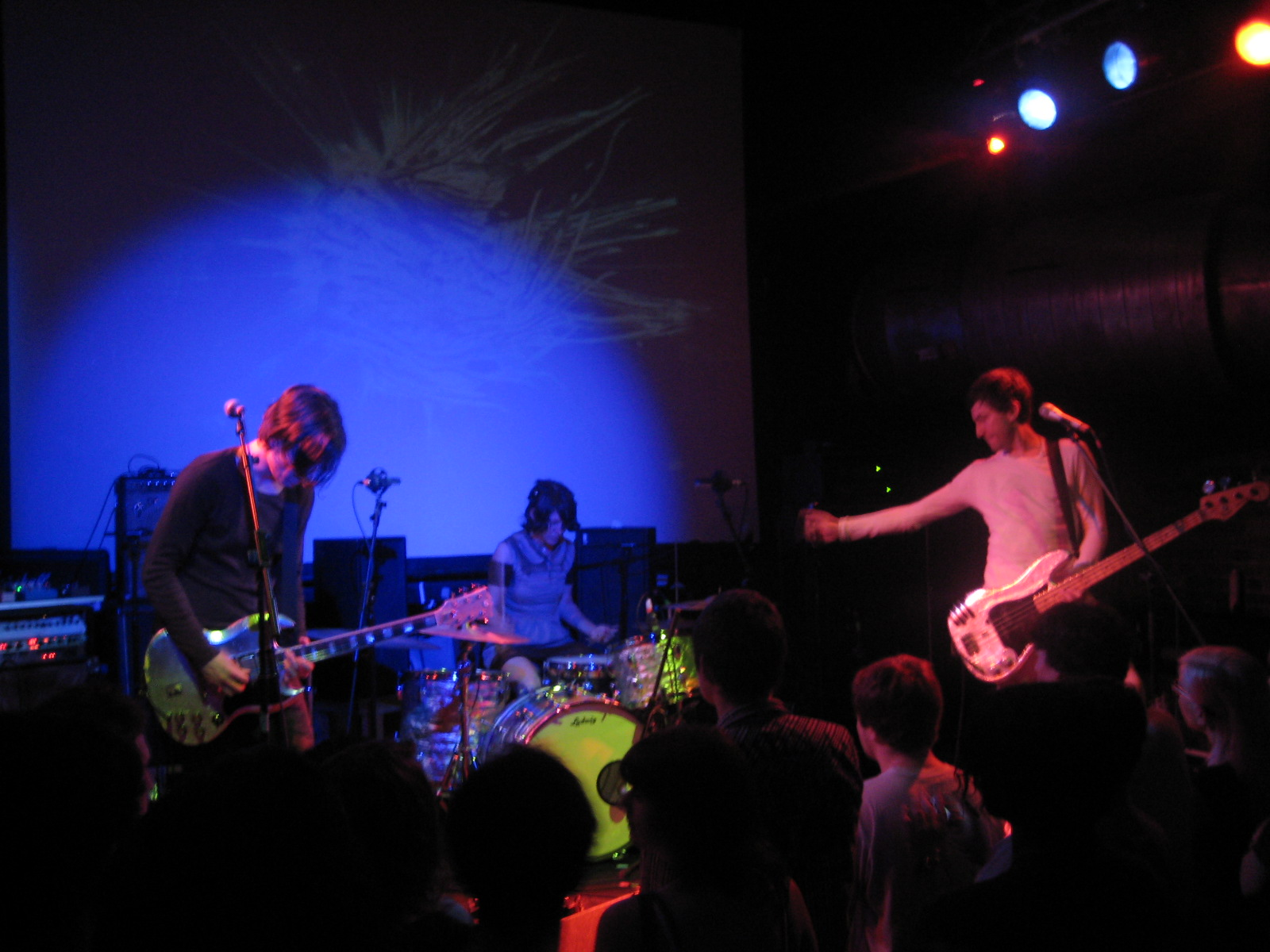
Autolux (2008)

Autolux ist eine amerikanische Band aus Los Angeles, bestehend aus Eugene Goreshter (Gesang, Bass), Greg Edwards (Gitarre, Gesang) und Carla Azar (Schlagzeug, Gesang), die stilistisch in vielen Spielarten der Rockmusik verwurzelt ist.

## Geschichte
Die Bandzusammenstellung ergab sich aus bereits aktiven Musikern: Azars Band Ednaswap hatte mit Edwards Band Failure getourt, Goreshter zusammen mit Azar die Musik zu Dario Fos Theaterstück Zufälliger Tod eines Anarchisten geliefert.
Nach anfänglichem Jammen spielten Autolux zuerst ein Jahr in Clubs, bevor sie 2001 mit Demonstration ihre erste selbstproduzierte EP veröffentlichten.
Die Aufnahmen gelangten an T-Bone Burnett, der sich daraufhin eine ihrer Liveshows anschaute. Überwältigt startete er ein eigenes Label (zusammen mit den Coen-Brüdern) und ging 2002 mit der Band für die Aufnahmen ihres ersten Albums Future Perfect ins Studio.
Da Burnett unbedingt das beeindruckende Live-Gefühl mit dem Album vermitteln und die Band selbst ihr Debüt möglichst perfekt veröffentlichen wollten, wurden die Aufnahmen ein Jahr lang verändert, optimiert und nochmal überarbeitet, bis sie schließlich Anfang 2004 bereit zum Verkauf waren.
Trotzdem schaffte es das Label noch ein halbes Jahr nicht, ein geeignetes Veröffentlichungsdatum zu finden, und als das Album schließlich am 21. September erscheinen sollte, machte dies ein Druckfehler unmöglich. Erst einen Monat später, am 26. Oktober 2004, erschien schließlich das endgültige Album. Von der Kritik hoch gelobt, erzielte es auch gute Verkaufszahlen und machte der Band außerdem bei anderen Künstlern einen Namen.
Wenige Monate nach der Veröffentlichung wurde Autolux als Vorband für The Secret Machines, Nine Inch Nails und Queens of the Stone Age engagiert, außerdem absolvierten sie einen Auftritt des prestigeträchtigen Coachella Festivals.
2007 nahmen sie auf der Basis eines simplen Drumbeats einen Song für UNKLE auf. Der Song wurde neu arrangiert und erschien schließlich als „Persons & Machinery“ auf dem 2007 erschienenen Album.
2008 wurden ihre Songs Asleep At the Trigger und Capital Kind of Strain in dem britischen TV-Drama Skins – Hautnah verwendet.

## Diskografie
- 2001 – Demonstration (EP)
- 2004 – Future Perfect
- 2010 – Transit Transit
- 2016 – Pussy’s Dead